# Abri de Tortosilla
L' abri de Tortosilla  est un site archéologique, abritant un ensemble de peintures rupestres, situé dans la commune d'Ayora (comarque de Valle de Cofrentes), dans la province de Valence,.

## Localisation
Les raisons du choix du lieu sont inconnues, mais la maîtrise du paysage a dû être un facteur très important. Le site néolithique est situé à l'extrémité sud de la commune d'Ayora, au début de la vallée qui traverse la région du nord au sud ; plus précisément, les contreforts de Muela de Tortosilla se trouvent, à côté du Cerro del Bosque. De là, l'accès est contrôlé à la large vallée sur laquelle se détache la Sierra del Mugrón (es) et délimitant l'espace à l'est, la Sierra de Enguera.
Il est situé dans une zone de grand intérêt archéologique avec d'autres exemples d'art rupestre comme l' Abri du Sordo (ca) ou la Cueva de la Vieja et des sites de grande importance comme le village ibérique de Castellar de Meca et l'Arco de San Pascual.

## Historique
À l'été 1911, les frères Daniel et Pascual Serrano découvrent le premier complexe préhistorique de la Communauté valencienne : l'abri de Tortosilla, à Ayora. La découverte fait partie des découvertes successives déclenchées en Espagne et en France par la grotte d'Altamira (1879) et surtout l'acceptation de son authenticité en 1902.
La nouvelle de sa découverte attira les grands savants de l'époque, l'abbé Henri Breuil, connu comme le père de la préhistoire et l'un des pionniers dans l'étude de l'art paléolithique, Hugo Obermaier et Juan Cabré, découvreur de la première frise en Art levantin (Art rupestre du bassin méditerranéen de la péninsule Ibérique) en 1903. Leur documentation commune de la découverte, préparée en mars 1902, fut portée à la connaissance de la communauté scientifique internationale par Breuil, Serrano et Cabré à travers la prestigieuse revue française L'anthropologie. Peu de temps après, Cabré lui-même inclut le groupe dans la première grande œuvre de synthèse de l'art rupestre espagnol El arte rupestre en España (1915).
Avec la déclaration des grottes, refuges et lieux d'art rupestre comme bien d'intérêt culturel (BIC) par la Loi Espagnole sur le Patrimoine Historique de 1985, le complexe de Tortosilla a atteint la catégorie de protection la plus élevée à l'échelle nationale. Mais son inscription la plus récente sur la liste du patrimoine mondial de l'UNESCO en 1998 l'élève au plus haut rang en matière de patrimoine historique mondial.
La visite de ce complexe fait partie de la vaste offre patrimoniale et culturelle qu'Ayora propose à ses visiteurs qui pourront découvrir l'art levantin et se rapprocher des modes de vie de ses auteurs, en explorant pourquoi et comment ils ont été fabriqués, ou quoi a motivé le choix du lieu, entrant dans le paysage habité par ces populations préhistoriques, il y a 7000 et 8000 ans.

## L'ensemble pictural
La cavité principale est petite (seulement environ 3 m de large sur 2 m de profondeur) et de forme hémisphérique, elle conserve une frise continue dans laquelle peuvent être identifiés les restes de 20 motifs peints levantins et schématiques.
Parmi eux, un grand archer naturaliste se démarque par de nombreux détails comme ses vêtements ou ses traits du visage. À côté, nous voyons les restes de six cerfs naturalistes répartis sur toute la frise et d'autres détails schématiques ou indéterminés. Trois superpositions très intéressantes montrent que l'abri a été peint à différentes époques et avec des styles différents : art levantin et art schématique.

## Galerie

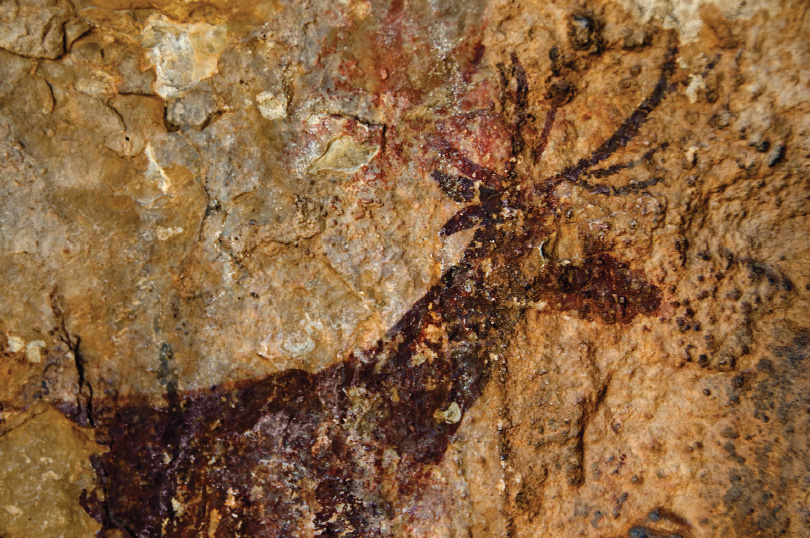
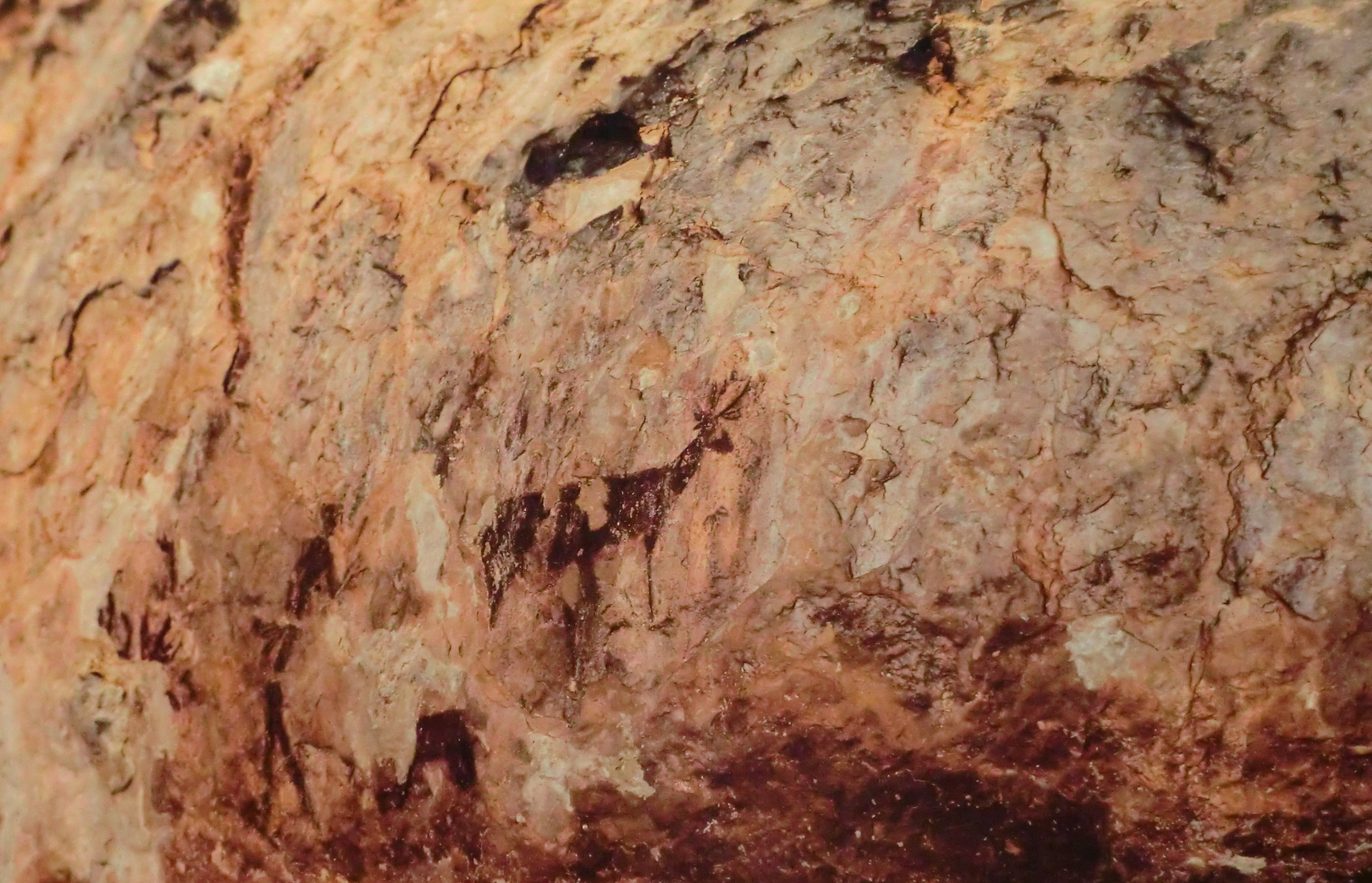
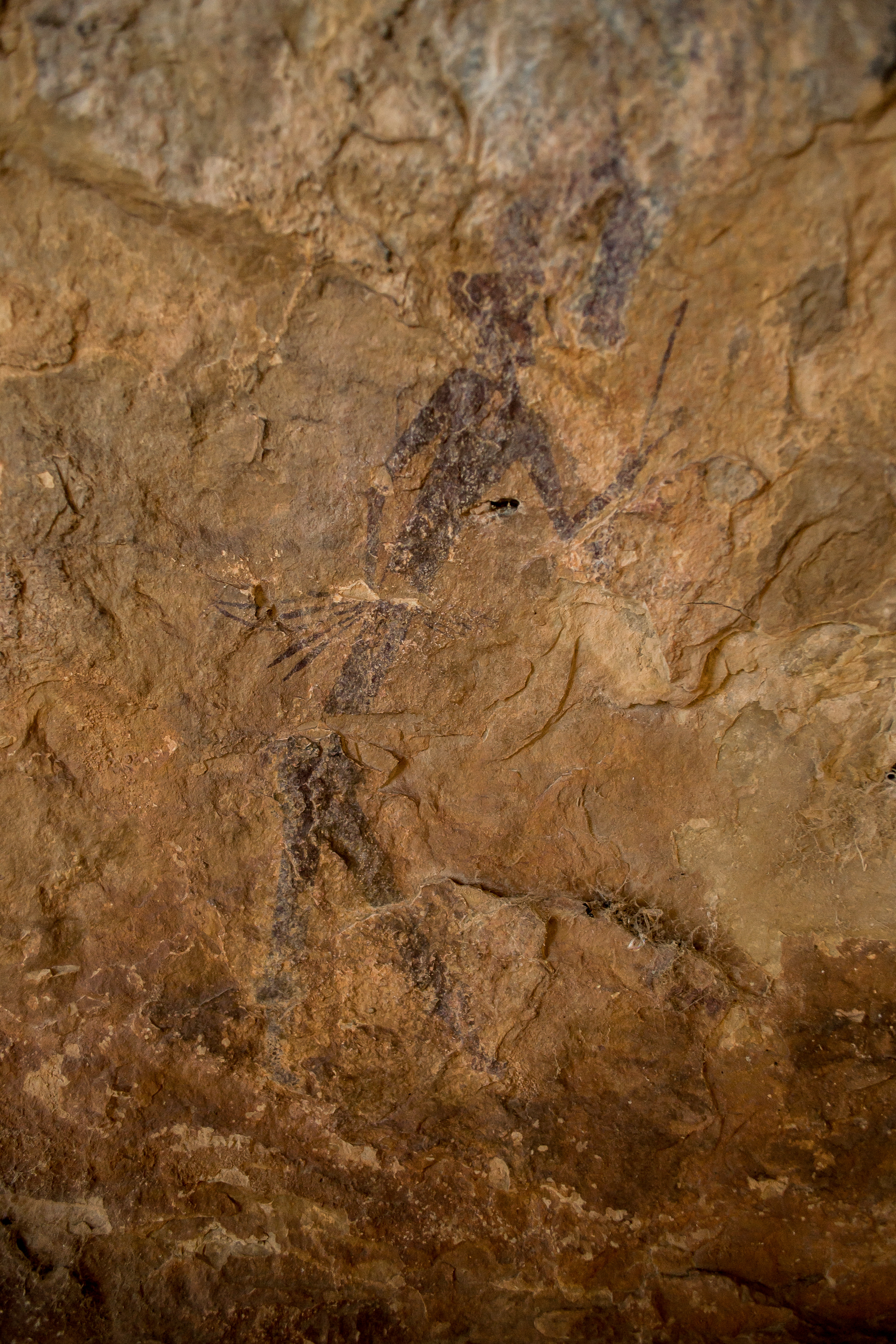